# Khúc côn cầu trên cỏ tại Đại hội Thể thao châu Á
Khúc côn cầu trên cỏ là một nội dung thi đấu trong Đại hội Thể thao châu Á bắt đầu từ kỳ Đại hội 1958 diễn ra ở Tokyo, Nhật Bản. Giải đấu dành cho nữ được tổ chức từ kỳ Đại hội 1982 ở New Delhi, Ấn Độ.

## Giải đấu Nam

### Kết quả
| 1958 | Tokyo, Nhật Bản        | · Pakistan | Không có vòng loại trực tiếp | · Ấn Độ      | · Hàn Quốc | Không có vòng loại trực tiếp | · Mã Lai     | 5  |
| 1962 | Jakarta, Indonesia     | · Pakistan | 2–0                          | · Ấn Độ      | · Mã Lai   | 2–0                          | · Nhật Bản   | 9  |
| 1966 | Băng Cốc, Thái Lan     | · Ấn Độ    | 1–0 (h.p.)                   | · Pakistan   | · Nhật Bản | 1–0                          | · Malaysia   | 8  |
| 1970 | Băng Cốc, Thái Lan     | · Pakistan | 1–0 (h.p.)                   | · Ấn Độ      | · Nhật Bản | 1–0                          | · Malaysia   | 8  |
| 1974 | Tehran, Iran           | · Pakistan | 2–0                          | · Ấn Độ      | · Malaysia | 3–1                          | · Nhật Bản   | 6  |
| 1978 | Băng Cốc, Thái Lan     | · Pakistan | 1–0                          | · Ấn Độ      | · Malaysia | 2–1                          | · Nhật Bản   | 8  |
| 1982 | New Delhi, Ấn Độ       | · Pakistan | 7–1                          | · Ấn Độ      | · Malaysia | 3–0                          | · Nhật Bản   | 9  |
| 1986 | Seoul, Hàn Quốc        | · Hàn Quốc | 2–1                          | · Pakistan   | · Ấn Độ    | 4–1                          | · Malaysia   | 9  |
| 1990 | Bắc Kinh, Trung Quốc   | · Pakistan | Không có vòng loại trực tiếp | · Ấn Độ      | · Malaysia | Không có vòng loại trực tiếp | · Hàn Quốc   | 7  |
| 1994 | Hiroshima, Nhật Bản    | · Hàn Quốc | 3–2                          | · Ấn Độ      | · Pakistan | 6–0                          | · Nhật Bản   | 9  |
| 1998 | Băng Cốc, Thái Lan     | · Ấn Độ    | 1–1 (h.p.) (4–2 l.l.)        | · Hàn Quốc   | · Pakistan | 3–0                          | · Nhật Bản   | 10 |
| 2002 | Busan, Hàn Quốc        | · Hàn Quốc | 4–3                          | · Ấn Độ      | · Malaysia | 1–1 (h.p.) (4–2 l.l.)        | · Pakistan   | 8  |
| 2006 | Doha, Qatar            | · Hàn Quốc | 3–1                          | · Trung Quốc | · Pakistan | 4–2                          | · Nhật Bản   | 10 |
| 2010 | Quảng Châu, Trung Quốc | · Pakistan | 2–0                          | · Malaysia   | · Ấn Độ    | 1–0                          | · Hàn Quốc   | 10 |
| 2014 | Incheon, Hàn Quốc      | · Ấn Độ    | 1–1 (4–2 l.l.)               | · Pakistan   | · Hàn Quốc | 3–2                          | · Malaysia   | 10 |
| 2018 | Jakarta, Indonesia     | · Nhật Bản | 6–6 (3–1 l.l.)               | · Malaysia   | · Ấn Độ    | 2–1                          | · Pakistan   | 12 |
| 2022 | Hàng Châu, Trung Quốc  | · Ấn Độ    | 5–1                          | · Nhật Bản   | · Hàn Quốc | 2–1                          | · Trung Quốc | 12 |
| 2026 | Nagoya, Nhật Bản       |            |                              |              |            |                              |              |    |
| 2030 | Doha, Qatar            |            |                              |              |            |                              |              |    |
| 2034 | Riyadh, Saudi Arabia   |            |                              |              |            |                              |              |    |

### Tóm tắt
| Đội tuyển  | Huy chương Vàng                                    | Huy chương Bạc                                            | Huy chương Đồng                        | Hạng tư                                       |
| ---------- | -------------------------------------------------- | --------------------------------------------------------- | -------------------------------------- | --------------------------------------------- |
| Pakistan   | 8 (1958, 1962, 1970, 1974, 1978, 1982, 1990, 2010) | 3 (1966, 1986, 2014)                                      | 3 (1994, 1998, 2006)                   | 2 (2002, 2018)                                |
| Ấn Độ      | 4 (1966, 1998, 2014, 2022)                         | 9 (1958, 1962, 1970, 1974, 1978, 1982*, 1990, 1994, 2002) | 3 (1986, 2010, 2018)                   |                                               |
| Hàn Quốc   | 4 (1986*, 1994, 2002*, 2006)                       | 1 (1998)                                                  | 3 (1958, 2014*, 2022)                  | 2 (1990, 2010)                                |
| Nhật Bản   | 1 (2018)                                           | 1 (2022)                                                  | 2 (1966, 1970)                         | 7 (1962, 1974, 1978, 1982, 1994*, 1998, 2006) |
| Malaysia   |                                                    | 2 (2010, 2018)                                            | 6 (1962, 1974, 1978, 1982, 1990, 2002) | 5 (1958, 1966, 1970, 1986, 2014)              |
| Trung Quốc |                                                    | 1 (2006)                                                  |                                        | 1 (2022*)                                     |

* = chủ nhà

### Số lần tham gia
| Đội tuyển         | 1958                  | 1962                  | 1966                  | 1970                  | 1974                 | 1978                 | 1982                 | 1986                 | 1990                 | 1994    | 1998    | 2002    | 2006    | 2010    | 2014    | 2018    | 2022    | Tổng cộng |
| ----------------- | --------------------- | --------------------- | --------------------- | --------------------- | -------------------- | -------------------- | -------------------- | -------------------- | -------------------- | ------- | ------- | ------- | ------- | ------- | ------- | ------- | ------- | --------- |
| Bangladesh        | một phần của Pakistan | một phần của Pakistan | một phần của Pakistan | một phần của Pakistan | –                    | Hạng 6               | Hạng 9               | Hạng 7               | –                    | Hạng 7  | Hạng 9  | Hạng 7  | Hạng 7  | Hạng 8  | Hạng 8  | Hạng 6  | Hạng 8  | 11        |
| Trung Quốc        | –                     | –                     | –                     | –                     | –                    | –                    | Hạng 6               | –                    | Hạng 5               | Hạng 8  | Hạng 6  | Hạng 5  | Hạng 2  | Hạng 5  | Hạng 5  | –       | Hạng 4  | 9         |
| Đài Bắc Trung Hoa | –                     | –                     | –                     | –                     | –                    | –                    | –                    | –                    | –                    | –       | –       | –       | Hạng 8  | –       | –       | –       | –       | 1         |
| Hồng Kông         | –                     | Hạng 6                | Hạng 7                | Hạng 7                | –                    | Hạng 5               | Hạng 8               | Hạng 6               | Hạng 7               | –       | Hạng 8  | Hạng 8  | Hạng 9  | Hạng 9  | –       | Hạng 12 | –       | 12        |
| Ấn Độ             | Hạng 2                | Hạng 2                | Vô địch               | Hạng 2                | Hạng 2               | Hạng 2               | Hạng 2               | Hạng 3               | Hạng 2               | Hạng 2  | Vô địch | Hạng 2  | Hạng 5  | Hạng 3  | Vô địch | Hạng 3  | Vô địch | 17        |
| Indonesia         | –                     | Hạng 9                | –                     | –                     | –                    | –                    | –                    | –                    | –                    | –       | –       | –       | –       | –       | –       | Hạng 10 | Hạng 9  | 3         |
| Iran              | –                     | –                     | –                     | –                     | Hạng 6               | –                    | –                    | –                    | –                    | –       | –       | –       | –       | –       | –       | –       | –       | 1         |
| Nhật Bản          | Hạng 5                | Hạng 4                | Hạng 3                | Hạng 3                | Hạng 4               | Hạng 4               | Hạng 4               | Hạng 5               | Hạng 6               | Hạng 4  | Hạng 4  | Hạng 6  | Hạng 4  | Hạng 6  | Hạng 6  | Vô địch | Hạng 2  | 17        |
| Kazakhstan        | một phần của Liên Xô  | một phần của Liên Xô  | một phần của Liên Xô  | một phần của Liên Xô  | một phần của Liên Xô | một phần của Liên Xô | một phần của Liên Xô | một phần của Liên Xô | một phần của Liên Xô | Hạng 6  | –       | –       | –       | –       | –       | Hạng 11 | –       | 2         |
| Malaysia          | Hạng 4                | Hạng 3                | Hạng 4                | Hạng 4                | Hạng 3               | Hạng 3               | Hạng 3               | Hạng 4               | Hạng 3               | Hạng 5  | Hạng 5  | Hạng 3  | Hạng 6  | Hạng 2  | Hạng 4  | Hạng 2  | Hạng 6  | 17        |
| Oman              | –                     | –                     | –                     | –                     | –                    | –                    | Hạng 7               | Hạng 8               | –                    | Hạng 9  | –       | –       | Hạng 10 | Hạng 7  | Hạng 7  | Hạng 7  | Hạng 7  | 8         |
| Pakistan          | Vô địch               | Vô địch               | Hạng 2                | Vô địch               | Vô địch              | Vô địch              | Vô địch              | Hạng 2               | Vô địch              | Hạng 3  | Hạng 3  | Hạng 4  | Hạng 3  | Vô địch | Hạng 2  | Hạng 4  | Hạng 5  | 17        |
| Singapore         | –                     | Hạng 5                | –                     | Hạng 5                | –                    | –                    | –                    | –                    | –                    | –       | Hạng 7  | –       | –       | Hạng 10 | Hạng 9  | –       | Hạng 12 | 6         |
| Hàn Quốc          | Hạng 3                | Hạng 8                | Hạng 6                | –                     | –                    | –                    | Hạng 5               | Vô địch              | Hạng 4               | Vô địch | Hạng 2  | Vô địch | Vô địch | Hạng 4  | Hạng 3  | Hạng 5  | Hạng 3  | 14        |
| Sri Lanka         | –                     | Hạng 7                | Hạng 5                | Hạng 6                | Hạng 5               | Hạng 7               | –                    | –                    | –                    | –       | –       | –       | –       | –       | Hạng 10 | Hạng 8  | –       | 7         |
| Thái Lan          | –                     | –                     | Hạng 8                | Hạng 8                | –                    | Hạng 8               | –                    | Hạng 9               | –                    | –       | Hạng 10 | –       | –       | –       | –       | Hạng 9  | Hạng 11 | 7         |
| Uzbekistan        | một phần của Liên Xô  | một phần của Liên Xô  | một phần của Liên Xô  | một phần của Liên Xô  | một phần của Liên Xô | một phần của Liên Xô | một phần của Liên Xô | một phần của Liên Xô | một phần của Liên Xô | –       | –       | –       | –       | –       | –       | –       | Hạng 10 | 1         |
| Tổng cộng         | 5                     | 9                     | 8                     | 8                     | 6                    | 8                    | 9                    | 9                    | 7                    | 9       | 10      | 8       | 10      | 10      | 10      | 12      | 12      |           |

## Giải đấu nữ

### Kết quả
| 1982 | New Delhi, Ấn Độ       | · Ấn Độ      | Không có vòng loại trực tiếp | · Hàn Quốc   | · Malaysia   | Không có vòng loại trực tiếp | · Nhật Bản | 6  |
| 1986 | Seoul, Hàn Quốc        | · Hàn Quốc   | Không có vòng loại trực tiếp | · Nhật Bản   | · Ấn Độ      | Không có vòng loại trực tiếp | · Malaysia | 6  |
| 1990 | Bắc Kinh, Trung Quốc   | · Hàn Quốc   | Không có vòng loại trực tiếp | · Trung Quốc | · Nhật Bản   | Không có vòng loại trực tiếp | · Ấn Độ    | 6  |
| 1994 | Hiroshima, Nhật Bản    | · Hàn Quốc   | Không có vòng loại trực tiếp | · Nhật Bản   | · Trung Quốc | Không có vòng loại trực tiếp | · Ấn Độ    | 6  |
| 1998 | Băng Cốc, Thái Lan     | · Hàn Quốc   | 2–1                          | · Ấn Độ      | · Trung Quốc | 2–0                          | · Nhật Bản | 7  |
| 2002 | Busan, Hàn Quốc        | · Trung Quốc | 2–1                          | · Hàn Quốc   | · Nhật Bản   | 2–0                          | · Ấn Độ    | 4  |
| 2006 | Doha, Qatar            | · Trung Quốc | 1–0                          | · Nhật Bản   | · Ấn Độ      | 1–0                          | · Hàn Quốc | 7  |
| 2010 | Quảng Châu, Trung Quốc | · Trung Quốc | 0–0 (h.p.) (5–4 l.l.)        | · Hàn Quốc   | · Nhật Bản   | 1–0 (h.p.)                   | · Ấn Độ    | 7  |
| 2014 | Incheon, Hàn Quốc      | · Hàn Quốc   | 1–0                          | · Trung Quốc | · Ấn Độ      | 2–1                          | · Nhật Bản | 8  |
| 2018 | Jakarta, Indonesia     | · Nhật Bản   | 2–1                          | · Ấn Độ      | · Trung Quốc | 2–1                          | · Hàn Quốc | 10 |
| 2022 | Hàng Châu, Trung Quốc  | · Trung Quốc | 2–0                          | · Hàn Quốc   | · Ấn Độ      | 2–1                          | · Nhật Bản | 10 |
| 2026 | Nagoya, Nhật Bản       |              |                              |              |              |                              |            |    |
| 2030 | Doha, Qatar            |              |                              |              |              |                              |            |    |
| 2034 | Riyadh, Saudi Arabia   |              |                              |              |              |                              |            |    |

### Tóm tắt
| Đội tuyển  | Huy chương Vàng                    | Huy chương Bạc              | Huy chương Đồng            | Hạng tư                    |
| ---------- | ---------------------------------- | --------------------------- | -------------------------- | -------------------------- |
| Hàn Quốc   | 5 (1986*, 1990, 1994, 1998, 2014*) | 4 (1982, 2002*, 2010, 2022) |                            | 2 (2006, 2018)             |
| Trung Quốc | 4 (2002, 2006, 2010*, 2022*)       | 2 (1990*, 2014)             | 3 (1994, 1998, 2018)       |                            |
| Nhật Bản   | 1 (2018)                           | 3 (1986, 1994*, 2006)       | 3 (1990, 2002, 2010)       | 4 (1982, 1998, 2014, 2022) |
| Ấn Độ      | 1 (1982*)                          | 2 (1998, 2018)              | 4 (1986, 2006, 2014, 2022) | 4 (1990, 1994, 2002, 2010) |
| Malaysia   |                                    |                             | 1 (1982)                   | 1 (1986)                   |

* = chủ nhà

### Số lần tham gia
| Đội tuyển         | 1982                 | 1986                 | 1990                 | 1994    | 1998    | 2002    | 2006    | 2010    | 2014    | 2018    | 2022    | Tổng cộng |
| ----------------- | -------------------- | -------------------- | -------------------- | ------- | ------- | ------- | ------- | ------- | ------- | ------- | ------- | --------- |
| Trung Quốc        | –                    | –                    | Hạng 2               | Hạng 3  | Hạng 3  | Vô địch | Vô địch | Vô địch | Hạng 2  | Hạng 3  | Vô địch | 9         |
| Đài Bắc Trung Hoa | –                    | –                    | –                    | –       | –       | –       | Hạng 6  | –       | –       | Hạng 8  | –       | 2         |
| Hồng Kông         | Hạng 6               | Hạng 6               | –                    | –       | –       | –       | Hạng 7  | –       | Hạng 8  | Hạng 9  | Hạng 9  | 6         |
| Ấn Độ             | Vô địch              | Hạng 3               | Hạng 4               | Hạng 4  | Hạng 2  | Hạng 4  | Hạng 3  | Hạng 4  | Hạng 3  | Hạng 2  | Hạng 3  | 11        |
| Indonesia         | –                    | –                    | –                    | –       | –       | –       | –       | –       | –       | Hạng 7  | Hạng 10 | 2         |
| Nhật Bản          | Hạng 4               | Hạng 2               | Hạng 3               | Hạng 2  | Hạng 4  | Hạng 3  | Hạng 2  | Hạng 3  | Hạng 4  | Vô địch | Hạng 4  | 11        |
| Kazakhstan        | một phần của Liên Xô | một phần của Liên Xô | một phần của Liên Xô | –       | Hạng 6  | –       | –       | Hạng 7  | Hạng 6  | Hạng 10 | Hạng 8  | 5         |
| Malaysia          | Hạng 3               | Hạng 4               | –                    | –       | –       | –       | Hạng 5  | Hạng 5  | Hạng 5  | Hạng 5  | Hạng 5  | 7         |
| CHDCND Triều Tiên | –                    | –                    | Hạng 5               | –       | –       | –       | –       | –       | –       | –       | –       | 1         |
| Singapore         | Hạng 5               | –                    | Hạng 6               | Hạng 6  | –       | –       | –       | –       | –       | –       | Hạng 7  | 4         |
| Hàn Quốc          | Hạng 2               | Vô địch              | Vô địch              | Vô địch | Vô địch | Hạng 2  | Hạng 4  | Hạng 2  | Vô địch | Hạng 4  | Hạng 2  | 11        |
| Thái Lan          | –                    | Hạng 5               | –                    | –       | Hạng 7  | –       | –       | Hạng 6  | Hạng 7  | Hạng 6  | Hạng 6  | 6         |
| Uzbekistan        | một phần của Liên Xô | một phần của Liên Xô | một phần của Liên Xô | Hạng 5  | Hạng 5  | –       | –       | –       | –       | –       | –       | 2         |
| Tổng cộng         | 6                    | 6                    | 6                    | 6       | 7       | 4       | 7       | 7       | 8       | 10      | 10      |           |

## Bảng tổng sắp huy chương

### Tổng hợp
| Hạng               | Đoàn               | Vàng | Bạc | Đồng | Tổng số |
| ------------------ | ------------------ | ---- | --- | ---- | ------- |
| 1                  | Hàn Quốc (KOR)     | 9    | 5   | 3    | 17      |
| 2                  | Pakistan (PAK)     | 8    | 3   | 3    | 14      |
| 3                  | Ấn Độ (IND)        | 5    | 11  | 7    | 23      |
| 4                  | Trung Quốc (CHN)   | 4    | 3   | 3    | 10      |
| 5                  | Nhật Bản (JPN)     | 2    | 4   | 5    | 11      |
| 6                  | Malaysia (MAS)     | 0    | 2   | 7    | 9       |
| Tổng số (6 đơn vị) | Tổng số (6 đơn vị) | 28   | 28  | 28   | 84      |

### Nam
| Hạng               | Đoàn               | Vàng | Bạc | Đồng | Tổng số |
| ------------------ | ------------------ | ---- | --- | ---- | ------- |
| 1                  | Pakistan           | 8    | 3   | 3    | 14      |
| 2                  | Ấn Độ              | 4    | 9   | 3    | 16      |
| 3                  | Hàn Quốc           | 4    | 1   | 3    | 8       |
| 4                  | Nhật Bản           | 1    | 1   | 2    | 4       |
| 5                  | Malaysia           | 0    | 2   | 6    | 8       |
| 6                  | Trung Quốc         | 0    | 1   | 0    | 1       |
| Tổng số (6 đơn vị) | Tổng số (6 đơn vị) | 17   | 17  | 17   | 51      |

### Nữ
| Hạng               | Đoàn               | Vàng | Bạc | Đồng | Tổng số |
| ------------------ | ------------------ | ---- | --- | ---- | ------- |
| 1                  | Hàn Quốc           | 5    | 4   | 0    | 9       |
| 2                  | Trung Quốc         | 4    | 2   | 3    | 9       |
| 3                  | Nhật Bản           | 1    | 3   | 3    | 7       |
| 4                  | Ấn Độ              | 1    | 2   | 4    | 7       |
| 5                  | Malaysia           | 0    | 0   | 1    | 1       |
| Tổng số (5 đơn vị) | Tổng số (5 đơn vị) | 11   | 11  | 11   | 33      |